# Geografija Nepala
Nepal meri približno 885 km v dolžino svoje himalajske osi in med 150 do 250 kilometrov prečno. Ima ima površino 147.181 kvadratnih kilometrov.
S treh strani je obkrožen z Indijo in na severu s kitajsko avtonomno regijo Tibet. Ozek Siliguri koridor ali piščančji vrat Zahodne Bengalije loči Nepal in Bangladeš. Na vzhodu sta Indija in Butan. Nepal je odvisen od Indije glede prevoza blaga in dostopa do morja, tudi za večino blaga, uvoženega iz Kitajske.

## Površje
Za državo njene velikosti ima Nepal izjemno geografsko raznolikost. Vzpenja se od 59 metrov nadmorske višine v tropskem Taraiju, severnem robu Gangesove ravnice, čez večno snežno linijo do približno 90 vrhov nad 7000 metrov, vključno z najvišjimi zemeljskimi površinami 8848 metrov visokega Mount Everesta ali Sagarmatha. Poleg kontinuuma od tropske toplote do hladnega, primerljivega s polarnimi regijami, se povprečne letne količine padavin gibljejo od samo 160 milimetrov v deževni senci severno od Himalaje, do 5500 milimetrov na vetrovnih pobočjih.
Nepal se običajno deli na štiri pokrajinske enote: Visoka Himalaja, Nizka Himalaja, Siwalik in Tarai (tudi Terai). V drugi smeri je razdeljen na tri velike rečne sisteme, od vzhoda do zahoda: Koši, Gandaki / Narayani in Karnali (vključno z Mahakali / Sardo ob zahodni meji), vsi pritoki Gangesa. povodje Ganges-Yarlung Tsangpo / Brahmaputra v veliki meri sovpada z mejo Nepal-Tibet, vendar več pritokov Gangesa izvira v Tibetu.

### Regija Tarai
Terai je nizka kopenska regija, ki vsebuje nekaj hribov. Tarai (tudi Terai) se začne na indijski meji in vključuje najjužnejši del ravne, intenzivno obdelane Gangesove ravnice, imenovane Zunanji Tarai. Je okoli 30 km širok rok Severnoindijskega nižavja (75–280 m nmv) zgrajen na prodnih in glinastih rečnih naplavinah, kjer so bila nekdaj obsežna močvirja. Do 19. stoletja so se les in drugi viri izvažali v Indijo. Industrializacija, ki temelji na kmetijskih proizvodih, kot je juta, se je začela v 1930-ih in infrastruktura, kot so ceste, železnice in električna energija, je bila razširjena čez mejo, preden je prišla v Nepal.
Zunanji Tarai je kulturno bolj podoben sosednjim delom indijskega Biharja in Utar Pradeša kot pa Nizki Himalaji Nepala. 
Nepalščina se poučuje v šolah in pogosto govori v vladnih uradih, vendar lokalno prebivalstvo večinoma uporablja maithali, bhojpuri in tharu jezike.
Zunanji Tarai se konča ob vznožju prvega vrha vznožja, ki se imenuje Siwalik (nepalsko Churia) sestavljen iz vzporednih slemen in vmesnih dolin. To območje ima gosto poševno krilo grobe naplavine, imenovano bhabhar. Pod bhabhrom z drobnejšimi in manj prepustnimi sedimenti, se podzemna voda na površino prisili v območje izvirov in močvirij. V perzijščini terai pomeni mokra ali močvirna zemlja. Pred uporabo DDT je bilo to nevarno malarijsko območje. Nepalski vladarji so ga uporabili za obrambno mejo, imenovano char koze jhadi (štiri kos gozd, en kos je približno tri kilometre).
Nad pasom bhabhar se Siwalik dvigne na približno 700 metrov, vrhovi pa so visoki do 1000 metrov, na južnih bokih pa so bolj strmi zaradi prelomov, znanih kot glavni čelni potisk. Ta greben je sestavljen iz slabo konsolidiranih, grobih usedlin, ki ne zadržujejo vode in ne podpirajo razvoja tal, tako da praktično ni kmetijskega potenciala, prebivalstvo je redko.
Na več mestih izven Siwalika so dūn doline, imenovane Notranji Tarai. Te doline imajo rodovitno zemljo, vendar so bile nevarno malarijske, razen za avtohtone tharu ljudi, ki so bili genetsko odporni. Sredi 1950-ih let se je začel uporabljati DDT za zatiranje komarjev, pot pa je bila odprta za naseljevanje iz hribov, ki so bili slabi z zemljo, na škodo Tharu ljudstva.
Tarai se konča in Nizka Himalaja (mepalsko Pahar) se začne na višjem območju vznožja, ki se imenuje pogorje Mahabharat.

### Nizka Himalaja
Nizka Himalaja je gorsko območje z nizom dolin in kotlin in nadmorsko višino 600¬-2000 m, ki običajno ne pozna snega.
Ta strma južna pobočja so skoraj nenaseljena, zato so učinkovit tampon med jeziki in kulturo v Taraiju in Nizko Himalajo. Hindujski Pahari v glavnem naseljujejo reke in struge, ki omogočajo gojenje riža in so dovolj tople za zimske / pomladne pridelke pšenice in krompirja. Vse bolj urbanizirane doline Katmanduja in Pokhare sodijo v to regijo. Nevarci so avtohtona etnična skupina z lastnim tibetansko-burmanskim jezikom. Nevarci so bili prvotno avtohtoni v Katmandujski dolini, vendar so se razširili v Pokharo in druga mesta poleg urbaniziranih Paharijev.
Druge avtohtone etnične skupine Janajati - tiste, ki govorijo zelo lokalizirane tibetansko-burmanske jezike in narečja - naseljujejo pobočja do približno 2500 metrov. V to skupino spadajo Magari in Kham Magari zahodno od Pokhare, Gurungi južno od Annapurne, Tamangi po obrobju doline Katmanduja in Rai, Sunuvari in Limbu na vzhodu. Zmerno in subtropsko sadje se prideluje kot rastlinski pridelki. Marihuana je bila gojena in predelana v Charas (hašiš), dokler ni mednarodni pritisk prepričal vlado, da jo je leta 1976 prepovedala. Z nadmorsko višino je vedno več odvisnosti od živinoreje, z uporabo zemljišč nad 2.000 metri za poletno pašo in premikanjem čred na nižje višine v zimskem času. Pridelava žita ni bila v koraku z rastjo prebivalstva na višinah nad 1000 metrov, kjer hladnejše temperature zavirajo dvojno žetev. Pomanjkanje hrane pospešuje izseljevanje iz Nizke Himalaje v iskanju zaposlitve.
Hribovje se konča, kjer se grebeni bistveno dvigajo iz zmernega podnebnega pasu v subalpsko območje nad 3000 metrov.

### Visoka Himalaja
Visoka Himalaja je gorska regija, ki pozna sneg in je zgrajena iz granitov in gnajsov. Gorska regija ali Parbat se začne tam, kjer se visoki grebeni (nepalsko लेक – lekh) začnejo bistveno dvigati nad 3000 metrov v subalpsko in alpsko območje, ki se večinoma uporablja za sezonsko pašo. Nekaj deset kilometrov proti severu se Visoka Himalaja nenadoma dvigne vzdolž glavne cone glavnega potiska nad snežno mejo na 5000 do 5500 metri. Približno 90 nepalskih vrhov presega 7000 metrov, osem jih presega 8000 metrov, vključno z Mount Everestom na 8848 metrov in  Kangčendzengo na 8598 metrov.
Za razliko od Mahabharate, Himalaja ni neprekinjena po Nepalu. Obstaja okoli 20 verig / masivov, ki jih ločujejo več kilometrov globoke, težko prehodne rečne doline: Mahalangur Himalaja okoli Mt. Everesta, Langtang severno od Katmanduja, masiv Anapurna in Manaslu severno od Pokhare, nato Dhaulagiri naprej proti zahodu s Kanjiroba severno od Jumle in končno Gurans Himalaja na skrajnem zahodu in masiv Kangčendzenge ob meji s Sikkimom.

### Trans-himalajska regija
Glavno razvodje med Brahmaputro (imenovano Yarlung Tsangpo v Tibetu) in sistemom Ganges (vključno celoten Nepal) dejansko leži severno od najvišjih območij. Alpske, pogosto polsušne doline - vključno s Humla, Jumla, Dolpo, Mustang, Manang in Khumbu - ločujejo himalajske masive ali ležijo severno od njih.
Nekatere od teh dolin so bile zgodovinsko bolj dostopne iz Tibeta kot Nepala in so naseljene z ljudmi s tibetanskimi lastnostmi, imenovani Bhotiya ali Bhutia, vključno z znamenitimi Šerpami v dolini Kumbu v bližini Mount Everesta. S kitajsko kulturno hegemonijo v samem Tibetu so te doline postale odlagališča tradicionalnih običajev. Doline z boljšim dostopom s hribovitih območij na jugu so kulturno povezane z Nepalom in Tibetom, zlasti soteska Kali Gandaki, kjer kultura ljudstva Thakali kaže vpliv v obe smeri.
Stalne vasi v gorskem območju segajo do 4500 metrov, poleti pa so še višje. Bhotiyi pasejo jake, gojijo na hlad navajene rastline, kot so krompir, ječmen, ajda in proso. Tradicionalno so trgovali po gorah, npr. s tibetansko soljo za riž iz nižin v Nepalu in Indiji. Ker je bila trgovina omejena 1950-ih, so našli delo kot visokogorski nosači, vodniki, kuharji in drugi dodatki za turizem in alpinizem.

## Podnebje

### Višinski pasovi
Zemljepisna širina Nepala je približno enaka kot v ameriški zvezni državi Florida, vendar se višine gibljejo od manj kot 100 metrov do več kot 8000 metrov in padavine od 160 milimetrov do več kot 5000 milimetrov. Je dežela osem klimatskih območij od tropskega do večnega snega. 
Tropsko podnebje pod 1000 metri doživlja zmrzal manj kot enkrat na desetletje. Lahko se razdeli na nižje trope (pod 300 metrov z 18 % ozemlja države) in zgornja (18 % kopnega) tropska območja. Najboljši mango in tudi papaja ter banane so večinoma omejeni na spodnje območje. V zgornjem tropskem območju raste tudi drugo sadje, kot so liči, nangka, citrusi in mango nižje kakovosti. Zimski pridelki so žita in zelenjava, ki se običajno goji v zmernih podnebjih. Zunanji deli Taraija so praktično vsi v spodnjem tropskem območju. Notranje doline Taraija obsegajo obe tropski coni, pogorje Siwalik je večinoma tropsko. Tropske podnebne cone segajo daleč navzgor po rečnih dolinah čez Nizko Himalajo in celo v gorska območja.
Subtropsko podnebno območje od 1000 do 2000 metrov zavzema 22 % Nepala in je najbolj razširjeno podnebje himalajskega predgorja nad dolinami rek. Obdobje zmrzali je do 53 dni na leto, vendar se to zelo razlikuje od višine, bližine visokih gora in terena, bodisi izsuševanja ali odvajanja hladnega zraka. Med posevki so riž, koruza, proso, pšenica, krompir, koščičasto sadje in citrusi.
Velika večina prebivalcev Nepala zaseda tropska in subtropska podnebna območja. V himalajskem predgorju so skoncentrirani hindujci zgornje kaste, v tropskih dolinah, ki so zelo primerne za gojenje riža, medtem ko etnične skupine Janajati večinoma živijo zgoraj v subtropskem območju in pridelujejo več drugih žit kot riža.
Zmerno podnebno območje od 2000 do 3000 metrov zavzema 12 % Nepala in ima do 153 dni letnih zmrzali. To se srečuje v višjih delih srednjega hribovja in v večjem delu gorskega območja. Med posevki so na hlad odporen riž, koruza, pšenica, ječmen, krompir, jabolka, orehi, breskev, razne vrste kapusnic, amarant in ajda.
Subalpsko območje od 3000 do 4000 metrov zavzema 9 % ozemlja Nepala, predvsem v gorskih in himalajskih regijah. Ima stalne naselbine v Himalaji, na jugu pa le sezonsko kot pašo za ovce, koze, jake in hibride v toplejših mesecih. Tu je do 229 letnih dni zmrzali. Med posevki so ječmen, krompir, zelje, cvetača, amarant, ajda in jabolka. Nabirajo se zdravilne rastline.
Alpsko območje od 4000 do 5000 metrov zavzema 8 % površine države. Obstaja nekaj trajnih naselij nad 4000 metri. Rastlinjakov skoraj ni, čeprav se nabirajo zdravilna zelišča. Ovce, koze, jaki in hibridi se pasejo v toplejših mesecih.
Na okoli 5000 m je snežna meja in ni človekovega bivanja ali celo sezonske rabe.
Sušna in polsušna zemlja v padavinski senci visokih vrhov imajo transhimalajsko podnebje. Gostota prebivalstva je zelo nizka. Gojenje in vzreja sta v skladu s subalpskimi in alpskimi vzorci, vendar sta odvisni od taljenja snega in potokov za namakanje.
Padavine se na splošno zmanjšujejo od vzhoda proti zahodu s povečanjem oddaljenosti od Bengalskega zaliva, izvira poletnega monsuna. Vzhodni Nepal dobi približno 2500 mm letno, območje Katmanduja približno 1400 mm in zahodni Nepal približno 1000 mm. Ta vzorec je spremenjen z adiabatnimi učinki, saj se višje zračne mase ohladijo in pade vsebnost vlage na vetrovnih pobočjih, nato se ogrevajo, ko se spustijo, tako da relativna vlažnost pade. Letne padavine dosežejo 5500 mm na vetrovnih pobočjih v masivu Anapurna in sicer po relativno nizkem odseku območja Mahabharat. V padavinski sencah izven visokih gora letne padavine padajo celo na 160 mm.

### Sezone
Leto je razdeljeno na mokro obdobje od junija do septembra, saj poletna toplota v notranjosti Azije ustvarja cono nizkega pritiska, ki priteka v vlažnem zraku iz Indijskega oceana in suha sezona od oktobra do junija, ko hladne temperature v veliki notranjosti ustvarjajo območje z visokim tlakom, zaradi česar se suhi zrak pretaka navzven. April in maj sta meseca intenzivnega vodnega stresa, ko kumulativne učinke dolge sušne sezone poslabšajo temperature, ki se v tropskem podnebnem pasu dvignejo za več kot 40 ° C. Sezonska suša se še poglablja v gorovju Siwalik, ki jih sestavljajo slabo konsolidirani, grobi, prepustni sedimenti, ki ne zadržujejo vode, zato so pobočja pogosto prekrita z gozdom, ki je toleranten na sušo. Pravzaprav je velik del nepalske vegetacije prilagojen suši, vendar manj na višjih višinah, kjer hladnejše temperature pomenijo manj stresa.
Pred poletnim monsunom se lahko pojavi nevihtna aktivnost, ki zagotavlja vodo za polja riža. Vztrajni dež v povprečju prispe sredi junija, saj povišane temperature v notranjosti Azije ustvarijo območje nizkega pritiska, ki pritegne vlažen zrak iz Indijskega oceana, vendar se lahko spreminja do enega meseca. Znaten neuspeh monsunskega dežja je zgodovinsko pomenil sušo in lakoto, medtem ko nadnaravne količine dežja še vedno povzročajo poplave in zemeljske plazove z izgubami človeških življenj, kmetijskih zemljišč in stavb.
Monsun tudi otežuje prevoz z izpiranjem cest in poti, tako lahko neasfaltirane ceste in vzletne steze postanejo neuporabne, oblaki pa zmanjšajo varnostne razmere za letalstvo. V septembru se zmanjšujejo padavine in se običajno končajo do sredine oktobra, pri čemer se začenja na splošno hladno, jasno in suho vreme, pa tudi najbolj sproščeno in veselo obdobje v Nepalu. Do takrat je žetev končana in ljudje so v prazničnem razpoloženju. Dva največja in najpomembnejša hindujska festivala - Dashain in Tihar (Dipawali) - sta v tem obdobju, približno en mesec narazen. Sezona po monsunu traja do decembra.
Po jesenskem obdobju pride zimski monsun, močan severovzhodni tok, ki ga zaznamujejo občasne kratke padavine v nižinah in ravnicah in snežne padavine na visokih območjih. V tej sezoni Himalaja deluje kot ovira za hladne zračne mase iz Notranje Azije, zato imajo južni Nepal in severna Indija toplejše zime, kot bi bile sicer. April in maj sta suha in vroča, še posebej pod 1200 metrov, kjer lahko popoldanske temperature presežejo 40 ° C.

## Okolje
Dramatične spremembe v nadmorski višini vzdolž tega transekta povzročajo različne biome, od tropskih savan vzdolž indijske meje, do subtropskih gozdov listavcev in iglavcev v hribih, do zmernih gozdov listavcev in iglavcev na pobočjih Himalaje, do planinskih travišč in grmičevja in na koncu skale in led na najvišjih višinah.
To ustreza ekoregiji Tarai-Duar savana in travišča.
V nižjih legah gorske regije dominirajo subtropski gozdovi. Sestavljajo mozaik, ki poteka proti vzhodu in zahodu po Nepalu, s himalajskimi subtropskimi gozdovi listavcev med 500 in 1000 metri in himalajskimi subtropskimi borovimi gozdovi med 1000 in 2000 metri. Na višjih nadmorskih višinah, do 3000 metrov, se najdejo zmerni gozdove listavcev: vzhodni himalajski gozdovi listavcev vzhodno od reke Gandaki in zahodni himalajski gozdovi listavcev na zahodu.
Naravni gozdovi gorskega območja se spreminjajo od vzhoda proti zahodu, kot se zmanjšujejo padavine. Lahko jih na splošno razvrstimo glede na njihovo povezavo z reko Gandaki. Od 3000 do 4000 metrov so vzhodni in zahodni himalajski subalpinski iglavci. Do 5500 metrov je vzhodno in zahodno himalajsko alpsko grmičevje in travniki.

### Okoljska vprašanja
Naravne nevarnosti
Potresi, hude nevihte (tornadi so redki), poplave in hudourniške poplave, zemeljski plazovi, suša in lakota, odvisno od časa, intenzivnosti in trajanja poletnih monsunov.
Okolje - aktualna vprašanja
Krčenje gozdov (prekomerna raba lesa za gorivo in pomanjkanje alternativ); onesnažena voda (s človeškimi in živalskimi odpadki, kmetijskim odtokom in industrijskimi odpadnimi vodami); ohranjanje prosto živečih živali; emisije vozil.
Okolje - mednarodni sporazumi
- Stranka: biotska raznovrstnost, podnebne spremembe, Kjotski protokol, dezertifikacija, ogrožene vrste, nevarni odpadki, morsko pravo, zaščita ozonske plasti, tropski les 83, tropski les 94, mokrišča
- Podpisano, vendar ne ratificirano: ohranjanje morskega življenja
- Obstoječi in predlagani jezovi, brane in kanali za obvladovanje poplav, namakanje in proizvodnjo hidroelektrične energije

## Rečni sistemi
Nepal ima tri kategorije rek. Največji sistemi - od vzhoda do zahoda Koši, Gandaki / Narayani, Karnali / Goghra in Mahakali - nastanejo iz več pritokov, ki izvirajo v Visoki Himalaji ali onkraj nje, imajo velik strmec in precejšnje pretoke zaradi taljenja snega skozi vročo, suho pomlad do poletnega monsuna. Ti pritoki prečkajo najvišje gore v globokih soteskah, tečejo proti jugu skozi gorske verige, nato se združijo v konfiguraciji, podobni kandelabru, preden prečkajo grebene Mahabharata in se pojavijo na ravnicah, kjer gradijo ogromne aluvijalne stožce, ki presegajo 10.000 km2.
Koši se imenuje tudi Sapta Koši za sedem himalajskih pritokov v vzhodnem Nepalu: Indrawati, Sun Koši, Tama Koši, Dudh Koši, Liku, Arun in Tamor. Arun izvira v Tibetu približno 150 kilometrov izven severne meje Nepala. Pritoka Sun Koši, Bhote Koši prav tako izvirata v Tibetu, sledita cesti Arniko, ki povezuje Katmandu in Laso.
Gandaki / Narayani ima sedem himalajskih pritokov v središču države: Daraudi, Seti Gandaki, Madi, Kali, Marsyandi, Budhi in Trisuli, imenovani tudi Sapta Gandaki. Kali Gandaki izvira na robu Tibetanske planote in teče skozi pol-neodvisno kraljestvo Mustang, nato med 8000 m visokim Dhaulagirijem in Anapurno v najgloblji dolini na svetu. Trisuli izvira severno od mednarodne meje znotraj Tibeta. Ko se sedem zgornjih pritokov združi, nastane reka Narayani v Nepalu in se ji pridruži vzhodni Rapti iz doline Čitvan. Ko prečka v Indijo se ime spremeni v Gandak.
Karnali odmaka zahodni Nepal, z glavnima pritokoma Bheri in Seti. Zgornji Bheri odmaka Dolpo, oddaljeno dolino izven Dhaulagirija s tradicionalnimi tibetanskimi kulturnimi običaji. Zgornji Karnali izvira znotraj Tibeta v bližini svetega jezera Manasarovar in gore Kailaš. Območje okoli teh značilnosti je hidrografska povezava južne Azije, saj vsebuje vire Inda in njegovega glavnega pritoka reke Satledž, Karnali - pritok Gangesa - in Yarlung Tsangpo / Brahmaputra. V skladu s tradicionalno kozmografijo je središče vesolja. Mahakali / Sharda ali Kali vzdolž nepalsko-indijske meje na zahodu se pridruži Karnaliju v Indiji, kjer je reka znana kot Goghra ali Ghaghara.
Reke druge kategorije izvirajo v Nizki Himalaji, od vzhoda proti zahodu Meči, Kankai in Kamala južno od reke Koši; Bagmati, ki odmaka Katmandujsko dolino med sistemi Koši in Gandaki, nato Zahodni Rapti in Babai med sistemi Gandaki in Karnali. Brez virov ledenikov so režimi letnega pretoka v teh rekah bolj spremenljivi, čeprav je v sušni sezoni pretok omejen.
Reke tretje kategorije izvirajo v najbolj obrobnih predgorjih Siwalika in so večinoma sezonske.
Nobeden od teh rečnih sistemov ne podpira pomembne komercialne plovbe. Namesto tega globoke soteske ustvarjajo ovire za vzpostavitev prometnih in komunikacijskih omrežij ter drobijo pogoje za  gospodarstvo. Pešpoti so še vedno glavne transportne poti v številnih hribovskih predelih.

### Upravljanje z rekami
Reke v vseh treh kategorijah lahko povzročijo resne poplave. Reka Koši v prvi kategoriji je avgusta 2008 povzročila veliko poplavo v državi Bihar, ko je prebila slabo vzdrževan nasip tik znotraj Nepala. Zahodni Rapti v drugi kategoriji se imenuje »Gorakhpurjeva žalost« zaradi zgodovine poplav v mestih. Reke Taraija tretje kategorije so povezane s hudourniškimi poplavami. 
Ker sta dvig in erozija v Himalaji bolj ali manj v ravnovesju, vsaj tam, kjer je podnebje vlažno , je treba hitro dvigovanje uravnotežiti z letnimi prirastki milijonov ton sedimentov, ki se izpirajo iz gora; nato na ravninah, kjer so ustvarile velike aluvialne stožce, reke meandrirajo in spreminjajo smer vsaj vsakih nekaj desetletij, zaradi česar nekateri strokovnjaki postavljajo vprašanje ali lahko umetni nasipi zadržijo problem poplav . Tradicionalna kultura Mithila vzdolž spodnjega toka reke Koši v Nepalu in Biharju je reko označila kot daritelja življenja za svojo plodno aluvialno zemljo, pa tudi za življenje s katastrofalnimi poplavami. 
Veliki rezervoarji v Nizki Himalaji lahko zajamejo največje pretoke in ublažijo poplave v spodnjem toku, shranijo presežek monsunskih tokov za suho sezonsko namakanje in za proizvodnjo električne energije. Voda za namakanje je še posebej privlačna, ker se domneva, da je indijski Tarai vstopil v prehrambeni mehurček, kjer so suhi sezonski pridelki odvisni od vode iz vodnjakov v ceveh, ki v celoti neustrezno izkoriščajo podtalnico. 
Izčrpavanje vodonosnikov brez gradnje gorvodnih jezov kot trajnostnega alternativnega vodnega vira bi lahko spodbudilo Malthusovo katastrofo v negotovih indijskih kmetijskih državah Uttar Pradeš in Bihar z več kot 300 milijoni prebivalcev. Ker je Indija že imela Naxalite-maoistične upornike  v Biharju, Jharkhandu in Andra Pradešu, je nepalska neodločnost, da bi se strinjala z vodnimi projekti, celo zdela eksistencialna grožnja Indiji .
Medtem ko Nepal gradi zapore za preusmerjanje več vode za namakanje v sušnem obdobju pred poletnim monsunom, je je za uporabnike na nižji stopnji v Bangladešu in indijskih državah Bihar in Uttar Pradeš manj. Najboljša rešitev bi lahko bila izgradnja velikih rezervoarjev v zgornjem toku, zajemanje in shranjevanje presežnih tokov v poletnem monsunu ter zagotavljanje ugodnosti za obvladovanje poplav v Bangladešu in Indiji. Potem bi lahko sporazumi o delitvi vode določili, da se del skladiščene vode pusti, da v naslednjem sušnem obdobju odteče v Indijo.
Kljub temu je izgradnja jezov v Nepalu sporna iz več razlogov. Prvič, regija je seizmično aktivna. Okvare, ki jih povzročijo potresi, lahko povzročijo ogromno smrti in uničenje v smeri toka, zlasti na gosto poseljeni Gangesovi ravnini. [13] Drugič, globalno segrevanje je privedlo do oblikovanja ledeniških jezer, zajezenih z nestabilnimi morenami. Nenadni prelomi teh moren lahko povzročijo poplave s kaskadnimi prelomi struktur, ki jih je ustvaril človek.
Tretjič, stopnje sedimentacije v Himalaji so izjemno visoke, kar vodi do hitre izgube skladiščnih zmogljivosti, saj se sedimenti kopičijo za jezovi. Četrtič, obstajajo zapletena vprašanja čezmejne pravičnosti glede tega, kako bi Indija in Nepal delila stroške in koristi, ki so se izkazali za težko rešljive v okviru pogostega blaženja med obema državama. 

## Površina
- Skupaj: 147.181 km²
- Kopno: 143.181 km²
- Vode (reke): 4.000 km²

Višinski ekstremi:
- Najnižja točka: Kechana Kawal, okrožje jhapa - 59 m
- Najvišja točka: Sagarmatha (Mount Everest) 8848 m